# 김승룡 (1967년)

## 생애
김승룡은 1967년 3월 21일 전라북도 익산군에서 태어났다. 원광고등학교를 졸업한 뒤 한국외국어대학교 서양어대학 독일어과에 입학하여 학사 학위를 취득했다. 이후 서울시립대학교 대학원에서 방재공학 석사 과정을 마쳤으며, 한양대학교 대학원에서는 행정학 박사 과정을 수료하였다.
1997년 2월 제9기 소방간부후보생으로 임용되어 소방공무원 경력을 시작하였다. 초기에는 서울소방재난본부 소속으로 용산소방서를 비롯해 송파, 강남, 중랑 등 여러 소방서에서 근무하며 실무 경험을 쌓았다. 이후 소방방재청으로 자리를 옮겨 중앙119구조대 및 차장실에서 근무하였고, 서울소방재난본부 종합상황실과 마포소방서 예방과장 직책을 역임하며 현장과 행정 업무 모두에서 활동하였다.
2007년부터는 소방방재청 소방정책국과 중앙119구조단에서 근무하였으며, 2012년에는 전라남도 소방본부로 자리를 옮겨 소방행정과장, 119종합상황실장, 해남소방서장을 지냈다. 이후 경기도로 이동해 파주소방서장과 경기소방학교 교수운영과장을 거쳤고, 부천소방서장으로 근무하면서 지역 소방행정을 총괄하였다. 소방청이 출범한 뒤에는 소방정책국 화재대응조사과장을 맡았고, 이후 전라북도 소방본부장과 행정안전부 장관실 소방정책관, 소방청 대변인, 장비기술국장, 강원특별자치도 소방본부장 등의 보직을 거쳤다.

### 전라북도 소방본부장
김승룡은 2021년 7월 제17대 전라북도 소방본부장으로 임명되었다. 재임 기간 동안 도내 화재 예방과 긴급 대응 체계를 정비하고, 대형 재난 대응의 효율성을 높이기 위한 광역단위 협업 시스템을 강화하였다. 또한, 현장 중심의 소방행정을 추진하며 각 소방서의 인력·장비 운영 실태를 점검하고 균형 있는 자원 배분을 유도하였다. 특히 취약계층을 대상으로 한 맞춤형 주택용 소방시설 보급 확대와 도민 참여형 안전문화 캠페인을 추진하여 생활안전 인식 제고에 기여하였다. 이와 함께, 현장대원의 복무 환경 개선과 조직 내 소통 강화를 위한 내부 간담회와 교육 프로그램도 적극 운영하였다.

### 중앙소방학교장
김승룡은 2024년 1월 제35대 중앙소방학교장으로 취임하였다. 그는 재직 기간 동안 소방 교육 체계를 현장 중심으로 강화하고, 재난 대응 역량 강화를 위한 실습 교육 확대에 주력하였다. 특히 실화재 대응을 위한 시뮬레이션 훈련과 첨단 장비 활용 교육을 체계화하는 한편, 신임 소방공무원의 직무 적응을 위한 입문 교육과정의 질적 향상을 도모하였다. 또한 전국 소방학교 간 교육 표준화를 위한 협의체 운영에 참여하며, 교육 콘텐츠의 일관성과 효율성을 높이기 위한 기반을 마련하였다.

### 강원특별자치도 소방본부장
김승룡은 2025년 1월 13일 제18대 강원특별자치도 소방본부장으로 부임하였다. 취임 직후 그는 강원도 특유의 산악·해안 지형과 계절적 재난 특성을 고려한 지역 맞춤형 대응체계 구축에 주력하였으며, 특히 동해안 산불 및 폭설, 수난사고 등 복합재난에 대비한 광역자원 연계와 기동력 강화에 집중하였다. 또한 소방헬기·드론 등 항공 및 ICT 기반 장비 운영 체계를 정비하고, 소방대원의 현장 안전 확보를 위한 지휘체계 개선과 훈련 강화도 병행하였다. 강원도 순직소방인 추모비를 방문하는 등 소방공무원 및 도민과의 소통을 강화하기 위해 지역 밀착형 안전교육과 홍보 활동을 확대하고, 소방 조직 내부의 전문성 제고와 사기 진작을 위한 인사관리·복지 개선에도 힘썼다.